# أنغويلا (مسيسيبي)
أنغويلا (بالإنجليزية: Anguilla, Mississippi)‏ هي بلدة تقع في مقاطعة شاركي (ميسيسيبي) بولاية مسيسيبي في الولايات المتحدة. تبلغ مساحتها 2.7 (كم²)، وترتفع عن سطح البحر 32 م، بلغ عدد سكانها 726 نسمة في عام 2010 حسب إحصاء مكتب تعداد الولايات المتحدة وتصل الكثافة السكانية فيها 335.4 نسمة/كم2.

## التركيبة السكانية
حدّد مكتب تعداد الولايات المتحدة بيانات التركيبة السكانية لأنغويلا في تعداد الولايات المتحدة. في ما يلي، التركيبة السكانية حسب تعدادي 2000 و2010.

### تعداد عام 2000
بلغ عدد سكان أنغويلا 907 نسمة بحسب تعداد عام 2000، وبلغ عدد الأسر 295 أسرة وعدد العائلات 214 عائلة مقيمة في البلدة. في حين سجلت الكثافة السكانية 338.4 نسمة لكل كيلومتر مربع (876.5/ميل2). وبلغ عدد الوحدات السكنية 320 وحدة بمتوسط كثافة قدره 119.4 لكل كيلومتر مربع (309.2/ميل2).
وتوزع التركيب العرقي للبلدة بنسبة 22.05% من البيض و76.96% من الأمريكيين الأفارقة و0.66% من الأمريكيين ذوي الأصول الآسيوية و0.33% من عرقين مختلطين أو أكثر و0.11% من الهسبانيون أو اللاتينيون من أي عرق.
بلغ عدد الأسر 295 أسرة كانت نسبة 48.5% منها لديها أطفال تحت سن الثامنة عشر تعيش معهم، وبلغت نسبة الأزواج القاطنين مع بعضهم البعض 33.9% من أصل المجموع الكلي للأسر، ونسبة 32.9% من الأسر كان لديها معيلات من الإناث دون وجود شريك،  بينما كانت نسبة 5.8% من الأسر لديها معيلون من الذكور دون وجود شريكة وكانت نسبة 27.5% من غير العائلات. تألفت نسبة 24.1% من أصل جميع الأسر من عدة أفراد يعيشون في نفس المنزل ونسبة 11.5% كانت تتألف من شخص يعيش بمفرده يبلغ من العمر 65 عاماً أو أكثر. وبلغ متوسط حجم الأسرة المعيشية 3.07، أما متوسط حجم العائلات فبلغ 3.67.
بلغ العمر الوسطي للسكان 27.8 عاماً. وكانت نسبة 36.3% من القاطنين تحت سن الثامنة عشر، وكانت نسبة 9.5% بين الثامنة عشر والرابعة والعشرين عاماً، ونسبة 26.6% كانت واقعةً في الفئة العمرية ما بين الخامسة والعشرين والرابعة والأربعين عاماً، ونسبة 17.8% كانت ما بين الخامسة والأربعين والرابعة والستين، ونسبة 9.9% كانت ضمن فئة الخامسة والستين عاماً فما فوق. يوجد لكل 100 أنثى 92.6 ذكر، ويوجد لكل 100 أنثى في الثامنة عشر من عمرها فما فوق 76.8 ذكر.
بلغ متوسط دخل الأسرة في البلدة 19,712 دولارًا، أما متوسط دخل العائلة فبلغ 21,964 دولارًا. وكان متوسط دخل الذكور 28,125 دولارًا مقابل 15,833 دولارًا للإناث. وسجل دخل الفرد الخاص بالبلدة 10,452 دولارًا. وكانت نسبة 41% من العائلات ونسبة 47.5% من السكان تحت خط الفقر، وكان من هؤلاء نسبة 66.7% تحت سن الثامنة عشر ونسبة 24% في الخامسة والستين من العمر وما فوق.

### تعداد عام 2010
بلغ عدد سكان أنغويلا 726 نسمة بحسب تعداد عام 2010، وبلغ عدد الأسر 266 أسرة وعدد العائلات 191 عائلة مقيمة في البلدة. في حين سجلت الكثافة السكانية 270.9 نسمة لكل كيلومتر مربع (701.6/ميل2). وبلغ عدد الوحدات السكنية 301 وحدة بمتوسط كثافة قدره 112.3 لكل كيلومتر مربع (290.9/ميل2).
وتوزع التركيب العرقي للبلدة بنسبة 21.21% من البيض و77.82% من الأمريكيين الأفارقة و0.14% من الأمريكيين الأصليين و0.14% من الأمريكيين ذوي الأصول الآسيوية و0.69% من عرقين مختلطين أو أكثر.
بلغ عدد الأسر 266 أسرة كانت نسبة 38.7% منها لديها أطفال تحت سن الثامنة عشر تعيش معهم، وبلغت نسبة الأزواج القاطنين مع بعضهم البعض 31.6% من أصل المجموع الكلي للأسر، ونسبة 33.5% من الأسر كان لديها معيلات من الإناث دون وجود شريك،  بينما كانت نسبة 6.8% من الأسر لديها معيلون من الذكور دون وجود شريكة وكانت نسبة 28.2% من غير العائلات. تألفت نسبة 23.3% من أصل جميع الأسر من عدة أفراد يعيشون في نفس المنزل ونسبة 6.4% كانت تتألف من شخص يعيش بمفرده يبلغ من العمر 65 عاماً أو أكثر. وبلغ متوسط حجم الأسرة المعيشية 2.73، أما متوسط حجم العائلات فبلغ 3.16.
بلغ العمر الوسطي للسكان 33.4 عاماً. وكانت نسبة 28.2% من القاطنين تحت سن الثامنة عشر، وكانت نسبة 8.7% بين الثامنة عشر والرابعة والعشرين عاماً، ونسبة 28% كانت واقعةً في الفئة العمرية ما بين الخامسة والعشرين والرابعة والأربعين عاماً، ونسبة 24.9% كانت ما بين الخامسة والأربعين والرابعة والستين، ونسبة 10.2% كانت ضمن فئة الخامسة والستين عاماً فما فوق. وتوزع التركيب الجنسي للسكان بنسبة 45.2% ذكور و54.8% إناث.

## أعلام
- أنطوان أنتوني
- إيرا هارجي

## وصلات خارجية
- The US50 - Cities and Towns in Mississippi State
- Mississippi Cities and Towns, Facts, Map, Flag, Colleges, Government, and More